# Brasil en los Juegos Olímpicos de Río de Janeiro 2016
Brasil estuvo representada en los Juegos Olímpicos de Río de Janeiro 2016 por un total de 462 deportistas, 255 hombres y 207 mujeres, que compitieron en 34 deportes.
La portadora de la bandera en la ceremonia de apertura fue la pentatleta Yane Marques.

## Medallistas
El equipo olímpico brasileño obtuvo las siguientes medallas:
| Nombre                           | Deporte     | Competición            |
| -------------------------------- | ----------- | ---------------------- |
| Oro                              |             |                        |
| Thiago Braz da Silva             | Atletismo   | Salto con pértiga M    |
| Robson Conceição                 | Boxeo       | 60 kg M                |
| Equipo                           | Fútbol      | Torneo M               |
| Martine Grael Kahena Kunze       | Vela        | 49er FX F              |
| Equipo                           | Voleibol    | Torneo M               |
| Alison Cerutti Bruno Schmidt     | Vóley playa | Torneo M               |
| Rafaela Silva                    | Judo        | –57 kg F               |
| Plata                            |             |                        |
| Arthur Zanetti                   | Gimnasia    | Anillas M              |
| Diego Hypólito                   | Gimnasia    | Suelo M                |
| Isaquias Queiroz                 | Piragüismo  | C1 1000 m M            |
| Isaquias Queiroz Erlon Silva     | Piragüismo  | C2 1000 m M            |
| Felipe Wu                        | Tiro        | Pistola de aire 10 m M |
| Ágatha Bednarczuk Bárbara Seixas | Vóley playa | Torneo F               |
| Bronce                           |             |                        |
| Arthur Mariano                   | Gimnasia    | Suelo M                |
| Poliana Okimoto                  | Natación    | 10 km F                |
| Isaquias Queiroz                 | Piragüismo  | C1 200 m M             |
| Maicon Siqueira                  | Taekwondo   | +80 kg M               |
| Mayra Aguiar                     | Judo        | –78 kg F               |
| Rafael Carlos da Silva           | Judo        | +100 kg M              |